# RTL Tonight
RTL Tonight is een Nederlands praatprogramma waarvan de start gepland staat op 31 augustus 2025. Het programma zal van zondag- tot en met vrijdagavond worden uitgezonden op RTL 4. Het zal worden gepresenteerd door Leonie ter Braak, Beau van Erven Dorens, Renze Klamer en Humberto Tan, waarvan de drie laatstgenoemden daarvoor elk een praatprogramma met hun eigen naam hadden. Deze voorlopers hadden op 11 juli 2025 hun laatste uitzending. In de tussenliggende periode wordt RTL Boulevard Summernight uitgezonden.

## Inhoud
De presentator ontvangt tijdens iedere aflevering een aantal vaste duiders om de actualiteit te bespreken. Daarnaast is er ruimte voor opinie en actuele gasten. 
In tegenstelling tot de eerdere opzet van de late avondprogramma's op RTL 4, waarbij een tafel met wisselende gasten centraal stond, nemen bij RTL Tonight de vaste duiders plaats aan een desk. De eerste duiders werden in juli 2025 aangekondigd. Dit waren onder meer Ahmed Aboutaleb, Albert Verlinde, Michiel Vos, Saskia Belleman en Anna Gimbrère.

## Medewerkers

### Presentatoren
- Leonie ter Braak (vanaf januari 2026)[6]
- Beau van Erven Dorens (2025–)[7]
- Renze Klamer (2025–)[7]
- Humberto Tan (2025–)[7]

### Vaste duiders
- Ahmed Aboutaleb (2025–)[8]
- Saskia Belleman (2025–)[8]
- Josine Droogendijk (2025–)[8]
- Thomas Erdbrink (2025–)[8]
- Anna Gimbrère (2025–)[8]
- Lale Gül (2025–)[9]
- Geert Jan Hahn (2025–)[8]
- Raounak Khaddari (2025–)[8]
- Gijs Rademaker (2025–)[8]
- Simon van Teutem (2025–)[8]
- Albert Verlinde (2025–)[8]
- Michiel Vos (2025–)[8]

## Studio
De uitzendingen vinden plaats in Studio 11 van het Studiocentrum op het Media Park. Bij de opnames is publiek aanwezig. Ook de redactie van het programma is gevestigd op het Media Park. In juli en augustus 2025 vinden er reeds proefopnames plaats in het decor van RTL Tonight.